# Дополнительные парламентские выборы в Азербайджане (2001)
Дополнительные парламентские выборы в Азербайджане 2001 г —дополнительные выборы для заполнения вакантных мест в Милли Меджлис Азербайджанской Республики, состоявшиеся в ноябре 2001 года.
Дополнительные выборы были проведены для заполнения вакантных мест, образовавшихся в результате отставки Фахраддина Гасанова, избранного от Агджабединского городского избирательного округа № 52 и лишенного депутатского мандата в связи с переходом на государственную службу и смерти Закира Зейналова, независимого депутата, избранного во втором законодательном созыве Национального собрания Азербайджана от Товузского городского избирательного округа № 87.

## Кандидаты
Члены "Либерально-демократической партии Азербайджана", партии "Единство", партии «Новый Азербайджан» и недавно созданной "Азербайджанской свободной республиканской партии" решили принять участие в выборах. Список кандидатов по обоим округам был обнародован Центральной избирательной комиссией 12 сентября 2001 года.
|                        | Агджабединский городской № 52 | Товузский городской № 87 | Всего  |
| Избиратели             |                               |                          | 87 327 |
| Голоса                 | 28 235                        | 25 364                   | 53 599 |
| Активность избирателей | 65.60%                        | 66.21%                   | 60.69% |
| Количество депутатов   | 1                             | 1                        | 2      |

### Партии
| Партия                                         | Председатель | Собранные голоса | Процент голосов (%) | Количество мандатов |
| ---------------------------------------------- | ------------ | ---------------- | ------------------- | ------------------- |
| Либерально-Демократическая Партия Азербайджана | Фуад Алиев   | 65               | 0.12                | 0                   |
| Новый Азербайджан                              | Гейдар Алиев | 24 959           | 46.57               | 1                   |
| Беспартийный                                   | -            | 28 530           | 53.23               | 1                   |
| Никто                                          | Никто        | 45               | 0.08                | 0                   |
| Всего                                          | Всего        | 53 599           | 100.00              | 2                   |

### По округам

#### Агджабединский избирательный округ № 52
Распределение мандатов по политическим партиям
 Новый Азербайджан (50 %) Беспартийный (50 %)
| Партия            | Кандидат             | Количество полученных голосов | Процент полученных голосов (%) |
| ----------------- | -------------------- | ----------------------------- | ------------------------------ |
| Беспартийный      | Алескер Аллахверенов | 3.403                         | 12,05                          |
| Новый Азербайджан | Тахир Рзаев          | 18.764                        | 66,46                          |
| Новый Азербайджан | Бейлер Ширинов       | 3.697                         | 13,09                          |
| Новый Азербайджан | Теймур Губадов       | 2.331                         | 8.26                           |
| Никто             | Никто                | 40                            | 0,14                           |
| Всего             | Всего                | 28.235                        | 100,00                         |

#### Товузский городской избирательный округ № 87
<div style="border-color: transparent;border-style: solid;position:absolute;width:100px;line-height:0;
Распределение голосов по политическим партиям
 Новый Азербайджан (46,57 %) Либерально-Демократическая партия (0,12 %) Беспартийный (53,2 %) Никто (Black %)
| Партия                                         | Кандидат        | Собранные голоса | Процент голосов (%) |
| ---------------------------------------------- | --------------- | ---------------- | ------------------- |
| Либерально-демократическая партия Азербайджана | Фуад Алиев      | 65               | 0.26                |
| Новый Азербайджан                              | Мастан Алиев    | 167              | 0.66                |
| Беспартийный                                   | Адиль Зейналов  | 651              | 2.57                |
| Беспартийный                                   | Ильгар Гылыджов | 18 396           | 72.53               |
| Беспартийный                                   | Ильгам Рагимов  | 6 080            | 23.97               |
| Никто                                          | Никто           | 5                | 0.02                |
| Всего                                          | Всего           | 25 364           | 100.00              |

## Результаты выборов
Результаты выборов были утверждены Центральной избирательной комиссией 26 ноября 2001 года решением № 75/274 и направлены в Конституционный суд Азербайджана. Конституционный суд рассмотрел и утвердил решение 4 декабря 2001 года. На основании результатов член партии «Новый Азербайджан» Тахир Рзаев был избран депутатом по Агджабединскому городскому избирательному округу № 42, а независимый кандидат Ильгар Гылыджов был избран депутатом по Товузскому городскому избирательному округу № 87.